# Светско првенство у атлетици у дворани 2010 — 800 метара за жене
Трка на 800 метара у женској конкуренцији на Светском првенству у атлетици у дворани 2010. у Дохи одржано је 12. и 14. марта.
Титулу освојену у Валенсији 2008. није бранила Тамсин Луис из Аустралије.

## Земље учеснице
Учествовало је 16 такмичарки из 11 земаља.
1. Италија (1)
2. Казахстан (2)
3. Литванија (1)
4. Мароко (1)
5. Пољска (1)
6. Русија (2)
7. САД (2)
8. Уједињено Краљевство (2)
9. Украјина (2)
10. Чешка (1)
11. Шпанија (1)

## Освајачи медаља
| Освајачи медаља |                      |                        |  |  |  |  |
|                 |                      |                        |  |  |  |  |
|                 |                      |                        |  |  |  |  |
|                 |                      |                        |  |  |  |  |
| Марија Савинова | Џенифер Медоуз       | Алисија Џонсон Монтањо |  |  |  |  |
| Русија          | Уједињено Краљевство | САД                    |  |  |  |  |

## Рекорди
Стање 11. март 2010.
| Рекорди пре почетка Светског првенства 2010.     | Рекорди пре почетка Светског првенства 2010. | Рекорди пре почетка Светског првенства 2010. | Рекорди пре почетка Светског првенства 2010. | Рекорди пре почетка Светског првенства 2010. | Рекорди пре почетка Светског првенства 2010. |
| ------------------------------------------------ | -------------------------------------------- | -------------------------------------------- | -------------------------------------------- | -------------------------------------------- | -------------------------------------------- |
| Светски рекорд                                   | 1:55,82                                      | Јоланда Чеплак                               | Словенија                                    | Беч, Аустрија                                | 3. март 2002.                                |
| Рекорд светских првенстава                       | 1:56,90                                      | Лудмила Форманова                            | Чешка                                        | Маебаши, Јапан                               | 7. март 1999.                                |
| Најбољи резултат сезоне                          | 1:58,65                                      | Евгенија Зинурова                            | Русија                                       | Москва, Русија                               | 14. фебруар 2010.                            |
| Афрички рекорд                                   | 1:57,06                                      | Марија Мутола                                | Мозамбик                                     | Лијевен, Француска                           | 12. фебруар 1999.                            |
| Азијски рекорд                                   | 2:00,78                                      | Михо Сато                                    | Јапан                                        | Јокохама, Јапан                              | 22. фебруар 2003.                            |
| Северноамерички рекорд                           | 1:58,71                                      | Никол Тетер                                  | Сједињене Државе                             | Њујорк, САД                                  | 2. март 2002.                                |
| Јужноамерички рекорд                             | 1:59,21                                      | Летисија Вријезде                            | Суринам                                      | Бирмингем, Уједињено Краљевство              | 23. фебруар 1997.                            |
| Европски рекорд                                  | 1:55,82                                      | Јоланда Чеплак                               | Словенија                                    | Беч, Аустрија                                | 3. март 2002.                                |
| Океанијски рекорд                                | 2:00,36                                      | Тони Хоџкинсон                               | Аустралија                                   | Париз, Француска                             | 9. март 1997.                                |
| Рекорди после завршеног Светског првенства 2010. |                                              |                                              |                                              |                                              |                                              |
| Најбољи резултат сезоне                          | 1:58,26                                      | Марија Савинова                              | Русија                                       | Доха, Катар                                  | 14. март 2010.                               |

### Најбољи резултати у 2010. години
Десет најбољих атлетичарки године на 800 метара у дворани пре првенства (12. марта 2010), имале су следећи пласман.
| 1. | Евгенија Зинурова  | Русија           | 1:58,65 | 14. фебруар |
| 2. | Џенифер Медоуз     | Сједињене Државе | 1:59,11 | 20. фебруар |
| 3. | Марија Савинова    | Русија           | 1:59,23 | 7. фебруар  |
| 4. | Јулија Кревсун     | Украјина         | 2:00,36 | 20. фебруар |
| 5. | Јевгенија Золотова | Русија           | 2:00,62 | 14. фебруар |
| 6. | Ана Балакшина      | Русија           | 2:00,65 | 14. фебруар |
| 7. | Ана Вилард         | Сједињене Државе | 2:00,84 | 28. фебруар |
| 8. | Ангелика Ћихоцка   | Пољска           | 2:00,86 | 20. фебруар |
| 9. | Јелена Котулска    | Русија           | 2:01,45 | 14. фебруар |
| 9. | Алисија Монтањо    | Сједињене Државе | 2:01,45 | 28. фебруар |

Такмичарке чија су имена подебљана учествовале су на СП 2010.

## Квалификационе норме
| дворана | отворено |
| 2:04,00 | 2:00,00  |

## Сатница
| Датум          | Време | Ниво          |
| -------------- | ----- | ------------- |
| 12. март 2010. | 10:30 | Квалификације |
| 14. март 2010. | 17:15 | Финале        |

## Резултати

### Квалификације
Такмичење је одржано 12. марта 2010. године. Такмичарке су биле подељене у 2 групе. За пласман у финале пласирале су се по 2 првопласирана из група (КВ) и 2 према постигнутом резултату (кв).,,.
Почетак такмичења: група 1 у 10:30, група 2 у 10:39.
| Плас. | Група | Атлетичарка            | Земља                | ЛР       | ЛРС     | Резултат | Белешка  |
| ----- | ----- | ---------------------- | -------------------- | -------- | ------- | -------- | -------- |
| 1.    | 2     | Џенифер Медоуз         | Уједињено Краљевство | 1:57,93о | 1:59,11 | 2:00,39  | КВ       |
| 2.    | 2     | Марија Савинова        | Русија               | 1:57,90о | 1:59,23 | 2:00,95  | КВ       |
| 3.    | 2     | Алисија Џонсон Монтањо | САД                  | 1:59,29о | 2:01,45 | 2:01,55  | кв       |
| 4.    | 2     | Егле Балчиунаите       | Литванија            | 2:00,15о | 2:03,88 | 2:02,37  | кв, ЛР   |
| 5.    | 1     | Ана Пирс               | САД                  | 1:58,80о | 2:00,84 | 2:03,05  | КВ       |
| 6     | 1     | Евгенија Зинурова      | Русија               | 1:58,04о | 1:58,65 | 2:03,44  | КВ Диск. |
| 6.    | 1     | Ленка Масна            | Чешка                | 2:00,10о | 2:01,85 | 2:03,59  |          |
| 7.    | 1     | Халима Хашлаф          | Белорусија           | 2:00,91о | 2:03,35 | 2:03,81  |          |
| 8.    | 1     | Јулија Кревсун         | Украјина             | 1:57,32о | 2:00,36 | 2:03,91  |          |
| 9.    | 2     | Наталија Лупу          | Украјина             | 2:00,32о | 2:02,86 | 2:04,30  |          |
| 10.   | 1     | Елијан Периз           | Шпанија              | 2:03,52  | 2:03,52 | 2:04,71  |          |
| 11.   | 1     | Викторија Грифитс      | Уједињено Краљевство | 2:00,49о | 2:02,44 | 2:04,90  |          |
| 12.   | 1     | Викторија Јаловцева    | Казахстан            | 2:03,74  | 2:03,74 | 2:05,68  |          |
| 13.   | 2     | Маргита Мукашева       | Казахстан            | 2:02,83о | 2:03,06 | 2:06,36  |          |
|       | 2     | Ангелика Ћихоцка       | Пољска               | 2:00,86  | 2:00,86 | Диск.    |          |
|       | 2     | Елиза Кусма            | Италија              | 1:58.63о | 2:06,60 | НС       |          |

### Финале
Такмичење не одржано 14. марта 2010. године у 17:15.,
| Поз. | Атлетичарка            | Земља                | Резултат | Белешка |
| ---- | ---------------------- | -------------------- | -------- | ------- |
|      | Марија Савинова        | Русија               | 1:58,26  | СРС     |
|      | Џенифер Медоуз         | Уједињено Краљевство | 1:58,43  | НР, ЛР  |
|      | Алисија Џонсон Монтањо | САД                  | 1:59,60  | ЛР      |
| 4.   | Ана Пирс               | САД                  | 2:00,53  | ЛР      |
| 5.   | Егле Балчиунаите       | Литванија            | 2:01,37  | НР, ЛР  |
| 6.   | Евгенија Зинурова      | Русија               | 2:01,68  | Диск.   |

### Пролазна времена
| Дистанца | Атлетичарка            | Земља                | Време   |
| -------- | ---------------------- | -------------------- | ------- |
| 200 м    | Алисија Џонсон Монтањо | САД                  | 28,01   |
| 400 м    | Алисија Џонсон Монтањо | САД                  | 58,16   |
| 600 м    | Џенифер Медоуз         | Уједињено Краљевство | 1:28,73 |